# Xymene ambiguus
Xymene ambiguus es una especie de molusco gasterópodo de la familia Muricidae. 

## Distribución geográfica

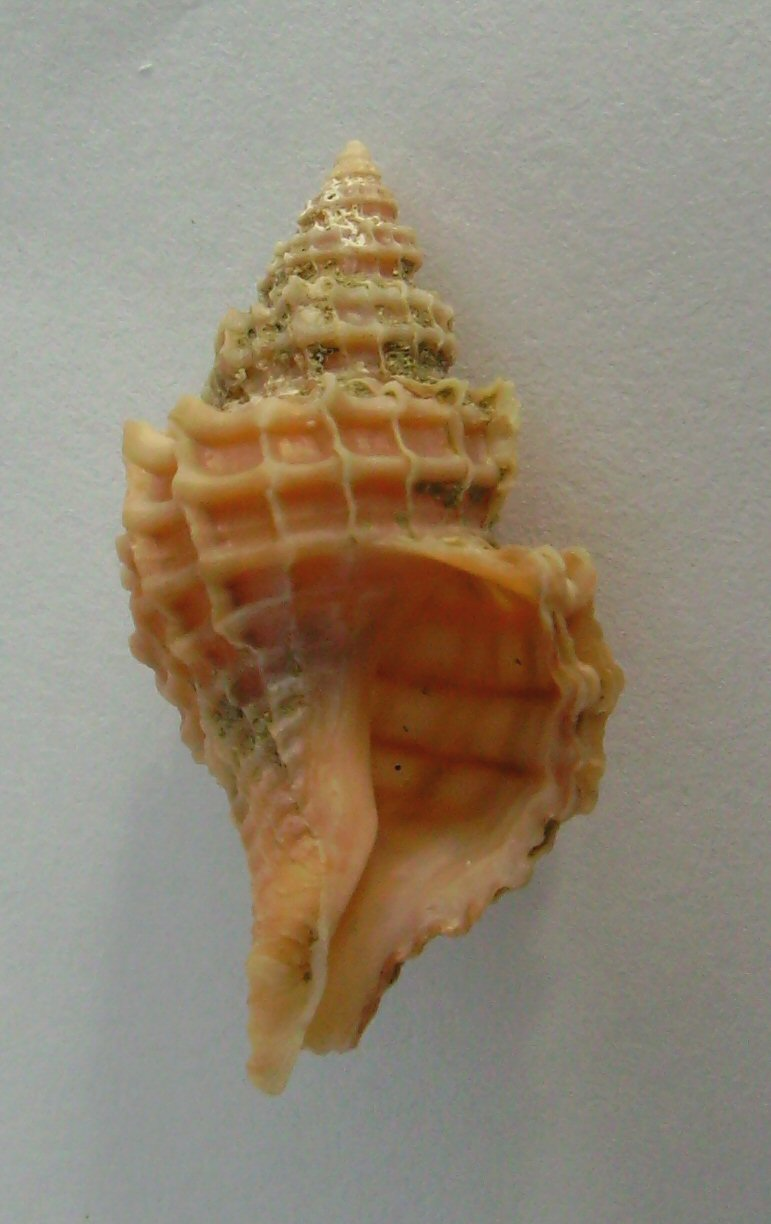
Xymene ambiguus (hembra)

Se encuentra en Nueva Zelanda